# Pedicularis tianschanica
Pedicularis tianschanica är en snyltrotsväxtart som beskrevs av Franz Josef Ivanovich Ruprecht. Pedicularis tianschanica ingår i släktet spiror, och familjen snyltrotsväxter. Inga underarter finns listade i Catalogue of Life.